# بينامونغاجان
بينامونغاجان أو بلدية بينامونغاجان (بالتاغالوغية: Bayan ng Pinamungajan)‏، هي بلدة تقع في مقاطعة سيبو، الفلبين. يبلغ عدد سكانها 75131 نسمة حسب احصاء 2020.

## المناخ
| البيانات المناخية لـبلدية بينامونغاجان | البيانات المناخية لـبلدية بينامونغاجان | البيانات المناخية لـبلدية بينامونغاجان | البيانات المناخية لـبلدية بينامونغاجان | البيانات المناخية لـبلدية بينامونغاجان | البيانات المناخية لـبلدية بينامونغاجان | البيانات المناخية لـبلدية بينامونغاجان | البيانات المناخية لـبلدية بينامونغاجان | البيانات المناخية لـبلدية بينامونغاجان | البيانات المناخية لـبلدية بينامونغاجان | البيانات المناخية لـبلدية بينامونغاجان | البيانات المناخية لـبلدية بينامونغاجان | البيانات المناخية لـبلدية بينامونغاجان | البيانات المناخية لـبلدية بينامونغاجان |
| الشهر                                  | يناير                                  | فبراير                                 | مارس                                   | أبريل                                  | مايو                                   | يونيو                                  | يوليو                                  | أغسطس                                  | سبتمبر                                 | أكتوبر                                 | نوفمبر                                 | ديسمبر                                 | المعدل السنوي                          |
| -------------------------------------- | -------------------------------------- | -------------------------------------- | -------------------------------------- | -------------------------------------- | -------------------------------------- | -------------------------------------- | -------------------------------------- | -------------------------------------- | -------------------------------------- | -------------------------------------- | -------------------------------------- | -------------------------------------- | -------------------------------------- |
| متوسط درجة الحرارة الكبرى °م (°ف)      | 28 (82)                                | 29 (84)                                | 30 (86)                                | 31 (88)                                | 31 (88)                                | 30 (86)                                | 30 (86)                                | 30 (86)                                | 30 (86)                                | 29 (84)                                | 29 (84)                                | 28 (82)                                | 30 (85)                                |
| متوسط درجة الحرارة الصغرى °م (°ف)      | 23 (73)                                | 23 (73)                                | 23 (73)                                | 24 (75)                                | 25 (77)                                | 25 (77)                                | 25 (77)                                | 25 (77)                                | 25 (77)                                | 25 (77)                                | 24 (75)                                | 23 (73)                                | 24 (75)                                |
| الهطول مم (إنش)                        | 70 (2.8)                               | 49 (1.9)                               | 62 (2.4)                               | 78 (3.1)                               | 138 (5.4)                              | 201 (7.9)                              | 192 (7.6)                              | 185 (7.3)                              | 192 (7.6)                              | 205 (8.1)                              | 156 (6.1)                              | 111 (4.4)                              | 1٬639 (64.6)                           |
| متوسط الأيام الممطرة                   | 13.4                                   | 10.6                                   | 13.1                                   | 14.5                                   | 24.2                                   | 27.9                                   | 28.4                                   | 27.7                                   | 27.1                                   | 27.4                                   | 22.5                                   | 15.9                                   | 252.7                                  |
| المصدر: Meteoblue                      |                                        |                                        |                                        |                                        |                                        |                                        |                                        |                                        |                                        |                                        |                                        |                                        |                                        |